# ミャンマー軍の徴兵制

ミャンマー軍の旗

ミャンマー軍の徴兵制（ミャンマーぐんのちょうへいせい）について詳述する。

## 歴史
ネ・ウィン選挙管理内閣時代（1958年 - 1960年）の1959年、国家奉仕法が制定された。マウンマウンは「国民奉仕法の根本原則は、国防のためだけでなく、軍の不忠な指導者による軍事クーデターを防ぐことも目的としていた」と述べており、国家奉仕法の第1条（２）で国民に徴兵義務が課せられていたが、実際に実施されたかは不明である。
1964年から1965年にかけて、ミャンマー軍（以下、国軍）の新しい軍事ドクトリンとして、人民戦争理論が導入され、その際、民兵組織の導入とともに、2年間の兵役義務が検討されたが、実現しなかった。
1974年に制定された新憲法では、第170条で「すべての国民は、ビルマ連邦社会主義共和国の独立・主権・領土保全を守り抜く義務を負うものとし、それは崇高な義務である」と、第171条で「すべての国民が法律に従い、（a）軍事訓練を受け、（b）国家防衛のために兵役に就く」と規定したが、結局、これも実施されなかった。
このように国軍は、長らく兵力の補充をほぼ志願兵に依存し、医師や技術者といった専門家の徴兵にのみが実施されていたようである。しかし国際労働機関（ILO）の1988年の報告書では、「ミャンマー全土で、未成年者を含む国軍や様々な民兵組織への強制徴兵が定期的に行われていた。これは、いかなる兵役義務法に基づいて行われたものではなく、本質的に恣意的なものであったようだ」と指摘されている。
2008年憲法では第386条で「すべての国民は、法の規定に従い、軍事訓練を受け、軍務に服する義務がある」と規定され、2010年11月にミャンマー連邦市民兵役法が、SPDC政権下で滑りこみ気味に制定されたが、2024年まで実施されたことはなかった。

## 徴兵制の実施

### 背景
2024年2月10日、国家行政評議会（SAC）が徴兵制の実施を発表した。前年の1027作戦の敗北以降、内戦が激化して深刻な兵力不足に陥り、退役軍人、脱走兵、無断欠勤の兵士を呼び戻し、民兵も駆り出しても足りず、実施に踏み切ったとされる。同年3月27日の国軍記念日のパレードで、ミンアウンフラインは徴兵法と予備役法によって国防力が強化されると述べたが、パレードは規模が縮小され、深刻な兵力不足が露呈した格好だった。
ちなみに1027作戦に参加したミャンマー民族民主同盟軍（MNDAA）、タアン民族解放軍（TNLA）、アラカン軍（AA）、その他、ワ州連合軍（UWSA）、カチン独立軍（KIA）、シャン州軍 (南)（SSA-S）など、内戦の激化に伴い、主な武装勢力のほとんどが徴兵制を実施ているのが現状である。

### 国家徴兵法
国内の若者1,400万人が徴兵対象者となり、これは同国の人口5400万人の26％に匹敵する。同法の内容は以下の通りである。
- 対象：①18～35歳までの男性、18～27歳までの女性②専門職の男性は18～45歳まで、同女性は18～35歳まで。
- 徴兵期間：①は2年、②は3年。ただし非常事態下では5年まで延長可。
- 徴兵猶予の対象：健康診断で基準外、公務員、学生、親の介護が必要、麻薬常習の治療中、収監中。在外就労者・留学生も猶予されるが、帰国後に徴兵。
- 徴兵免除の対象：聖職者、既婚女性（シングルマザー含む）、身体障害者、健康診断永久不適格者、当局が不適格と判断した者
- 徴兵逃れの罰則：手続きの不履行は3年以下の懲役または罰金、またはその両方。虚偽にもとづく手続きは同5年。

### 実施状況
当初は、4月下旬頃から徴兵が始まり、1回5000人、6ヶ月の軍事訓練を受けるというもので、年間6万人が徴兵の対象となると発表された。また実施直後、世論の不評を鑑みたか、女性の徴兵は当面見送られるとも発表された。
徴兵は抽選で行われるとされたが、徴兵逃れの賄賂が横行するなど到底公正とは言えず主に貧困層の若者が徴兵されているのだという。また国軍が自宅、検問所、喫茶店やバーで若者を連れ去ったり、逃亡した若者の親を脅迫したりして強制的に徴兵しているとも伝えられている。しかも軍事訓練は3ヶ月に短縮され、訓練を終えると、ラーショー、ロイコー、ラカイン州、ザガイン地方域、カレン州などの最前線に送られているのだという。また見送るとされた女性の徴兵も、エーヤワディ地方域、バゴー地方域、タニンダーリ地方域などの一部地域で実施されているとも報じられた（ただし女性は前線に送られる可能性は低く、補助的・事務的な作業に従事するのだという）。

### 影響
徴兵制が実施されると、対象となる若者たちの海外逃亡、特に隣国・タイへの逃亡が相次いだ。世界銀行のレポートによれば、出稼ぎによる従業員の退職を報告する企業の割合は、2023年9月の17％、2023年4月の11％から2024年4月には28％に増加している。しかしその大半は就労可能なビザを所有しておらず、不法滞在者として低賃金の違法労働に従事することを余儀なくされているのだという。中にはタイ当局に摘発される者もおり、8月までに約11万人のミャンマー人の不法滞在者がタイ当局に逮捕された。また国軍に徴兵されるよりはマシということで、PDFやカレン民族軍（KNA）への入隊を希望する者も増加した。さらに若者の海外逃亡により、一部地域では国内の労働者不足が深刻化し、児童労働で賄われているという実態も明らかになっている。5月1日、SACは、若者の海外逃亡を防ぐため、23歳～30歳の男性の海外就労を禁止し、2025年1月、その対象が18歳～35歳に拡大された。
徴集兵には給与が支払われておらず、戦士しても遺族年金が支払われていないとも報じられている。
また徴集兵に対して、NUGは投降を促しているが、マンダレーPDFなどは「通常どおり戦闘を行う」としており、同じ民族同士の激突も予想され、人種、宗教、州・地域間の緊張が高まることが懸念される。